# Bayang

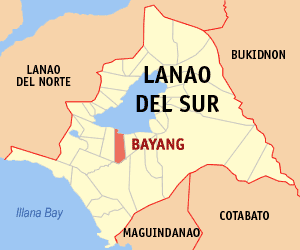
Bản đồ Lanao del Sur với vị trí của Bayang

Bayang là một đô thị hạng 5 ở tỉnh Lanao del Sur, Philippines. Theo điều tra dân số năm 2000 của Philipin, đô thị này có dân số 21.020 người trong 2.789 hộ.

## Các đơn vị hành chính
Bayang được chia ra 48 barangay.
| - Bagoaingud - Bairan - Bandingun - Biabi - Bialaan - Cadayonan - Lumbac Cadayonan - Lalapung Central - Condaraan Pob. (Condaraan Dim) - Cormatan - Ilian pamping - Lalapung Proper - Bubong Lilod - Linao - Linuk - Liong - Lumbac | - Mimbalawag - Maliwanag - Mapantao - Cadingilan Occidental - Cadingilan Oriental - Palao - Pama-an - Pamacotan - Pantar - Parao - Patong - Porotan - Rantian - Raya Cadayonan - Rinabor - Sapa | - Samporna - Silid - Sugod - Sultan Pandapatan - Sumbag - Tagoranao - Tangcal - Tangcal Proper - Tuca - Tomarompong - Tomongcal Ligi - Torogan - Lalapung Upper - Gandamato - Bubong Raya - Mã địa lý chuẩn của Philipin Lưu trữ ngày 13 tháng 4 năm 2012 tại Wayback Machine - Thông tin điều tra dân số năm 2000 của Philipin Lưu trữ ngày 23 tháng 9 năm 2005 tại Wayback Machine Bản mẫu:Lanao del Sur |
| Hình tượng sơ khai | Bài viết liên quan Philippines này vẫn còn sơ khai. Bạn có thể giúp Wikipedia mở rộng nội dung để bài được hoàn chỉnh hơn.                                                                      | |